# NRP Carvalho Araújo (A524)
O NRP Carvalho Araújo (A 524) foi um navio hidrográfico da Marinha Portuguesa, operado de 1959 a 1975.
Foi o segundo navio hidrográfico, da Marinha Portuguesa, a ostentar esse nome e, por isso, é ocasionalmente referido como Carvalho Araújo II.
Foi construído, em 1942, nos estaleiros Harland & Wolf em Belfast, no Reino Unido, como uma corveta da Classe Flower, sendo baptizado como HMS Chrysantemum.
Ainda durante a Segunda Guerra Mundial foi incorporado nas Forças Navais Francesas Livres, sendo rebatizado como Commandant Drogou. Posteriormente, foi vendido à África do Sul, sendo transformado em navio baleeiro e rebatizado Terje 10.
Em 1958, foi adquirido, pela Marinha Portuguesa à empresa baleeira Hector Whalling Co. da Cidade do Cabo. Foi transformado em navio hidrográfico e comissionado para a Missão Hidrográfica de Angola e São Tomé e Príncipe, a partir de 1959. Durante vários anos fez também a rota dos Açores.
No processo de descolonização, em 1975 foi transferido para a República Popular de Angola.